# Unionisme au Royaume-Uni

Le Royaume-Uni est composé de quatre nations constitutives: Angleterre, Écosse, Pays de Galles et Irlande du Nord.

L'Union Jack, drapeau du Royaume-Uni, sert aussi de signe de ralliement à l'unionisme au Royaume-Uni.

L'unionisme au Royaume-Uni est une tendance politique visant à favoriser l'union des différentes nations constitutives (Angleterre, Écosse, pays de Galles, Irlande du Nord) de ce royaume en un seul État.

## Histoire

### Naissance du Royaume-Uni
Le Royaume-Uni tel que nous le connaissons aujourd'hui s'est créé par la fusion des trois anciens royaumes historiques des îles britanniques : le Royaume d'Angleterre, le Royaume d'Écosse et le Royaume d'Irlande.
D'abord, la fusion entre le Royaume d'Écosse et le Royaume d'Angleterre en 1707 fait naître le Royaume de Grande-Bretagne. Puis, en 1801, le Royaume d'Irlande s'unît avec le Royaume de Grande-Bretagne pour former le Royaume-Uni de Grande-Bretagne et d'Irlande.
En 1922, l'Irlande fait sécession du Royaume-Uni, le sud de l'île devient indépendant, le nord reste sous souveraineté britannique.

### L'unité du Royaume-Uni au XXIe siècle
Au début du XXIe siècle, le Royaume-Uni est toujours composé de ses quatre nations constitutives : l'Angleterre, l'Écosse, le Pays de Galles et l'Irlande du Nord.
En 2007, le Parti national écossais (Scottish National Party) prend le pouvoir en Écosse. Ce parti est ouvertement indépendantiste et souhaite la scission de l'Écosse vis-à-vis du Royaume-Uni. Le statut de l'Écosse mais beaucoup d'autres sujets sont sources de tensions entre le Parti national écossais et le gouvernement britannique.
Quelques années plus tard, en 2014, le Parti national écossais obtient de Londres un référendum sur l'indépendance de l'Écosse. Il sera rejeté par 55% de la population écossaise et l'Écosse reste, à cette date partie intégrante du Royaume-Uni.
En 2016, soit deux ans après le référendum écossais, viens le Brexit. Il est rejeté par une majorité d'Écossais et de Nord-irlandais, mais approuvé à majorité par les Anglais et les Gallois. Au total, 51,9% des Britanniques ont votés pour la sortie de l'Union européenne.
De ce fait, la population du Royaume-Uni n'a jamais été aussi déchirée sur des sujets si importants. Aussi, la moitié des citoyens britanniques pensent aujourd'hui que le Royaume-Uni pourrait disparaître d'ici quelques années avec une éventuelle indépendance écossaise et une Irlande du Nord qui rejoindrait l'Irlande du Sud, pour former un seul et même pays au sein de cette île, même si une majorité de Nord-irlandais souhaitent en réalité rester dans le Royaume-Uni.
Après le Brexit, le spectre d'une indépendance écossaise ressurgit. Le Parti national écossais souhaitant une Écosse indépendante de retour dans l'Union européenne.
Pendant la crise du Covid, la première ministre écossaise Nicola Sturgeon continue de réclamer à Londres un nouveau référendum. Le gouvernement britannique refuse catégoriquement, assurant que le Royaume-Uni doit se concentrer à relancer son économie après deux ans de crise sanitaire et qu'un tel vote ne peut se faire « qu'une fois par génération ».
En mai 2022, le parti Sinn Féin s'impose en Irlande du Nord, ce parti prône notamment la réunification avec l'Irlande du Sud. Ce qui met encore en péril l'unionisme et l'unité du Royaume-Uni.